# Катни (Кировская область)
Катни — опустевшая деревня в Котельничском районе Кировской области в составе Ежихинского сельского поселения.

## География
Располагается на расстоянии примерно 46 км по прямой на юго-запад от райцентра города Котельнич.

## История
Была известна с 1763 года как починок Катневский с населением 20 жителей, в 1873 году здесь было отмечено дворов 25 и жителей 248, в 1905 (уже деревня Катневская) 55 и 362, в 1926 94 и 273, в 1950 235 и 602, в 1989 проживало 182 человека.

## Население
Постоянное население  составляло 30 человек (русские 100%) в 2002 году, 0 в 2010.